# Metaxisme

Bandera de l'Organització Nacional de Joventut (EON) durant el Règim del 4 d'agost

Metaxisme (en grec: Μεταξισμός) és una ideologia nacionalista autoritària associada al dictador grec Ioannis Metaxàs. Va demanar la regeneració de la nació grega i l'establiment d'una Grècia moderna i culturalment homogènia. El metaxisme menyspreava el liberalisme, i mantenia els interessos individuals subordinats als de la nació, buscant mobilitzar el poble grec com una massa disciplinada al servei de la creació d'una «nova Grècia».
Metaxàs va declarar que el seu règim del 4 d'agost (1936–1941) representava una «Tercera civilització grega» compromesa amb la creació d'una nació grega culturalment purificada basada en les societats militaristes de l'antiga Macedònia i Esparta, que considerava que constituïen la «Primera civilització grega»; i l'ètica cristiana ortodoxa de l'Imperi Romà d'Orient, que considerava que representava la «Segona civilització grega». El règim de Metaxàs va afirmar que els veritables grecs eren ètnicament grecs i cristians ortodoxos, amb la intenció d'excloure deliberadament els albanesos, els eslaus i els turcs que residien a Grècia de la ciutadania grega.
Encara que el govern de Metaxàs i les seves doctrines oficials sovint es descriuen com a feixistes, acadèmicament es considera que va ser una dictadura totalitària-conservadora convencional semblant a l'Espanya de Francisco Franco o al Portugal d'António de Oliveira Salazar. El govern metaxista va derivar la seva autoritat del sistema conservador i les seves doctrines recolzaven fortament les institucions tradicionals com l'Església ortodoxa grega i la monarquia grega; essencialment reaccionari, no tenia les dimensions teòriques radicals d'ideologies com el feixisme italià i el nazisme alemany.
La ideologia del metaxisme es va associar amb el partit polític de Metaxàs, el Partit dels Lliurepensadors i el Règim del 4 d'agost. En la postguerra ha estat propugnada pel Partit del 4 d'Agost, el partit Alba Daurada i el partit ELAM

## Idees principals
Les idees principals del Metaxisme són les següents:
- Nacionalisme grec: va promoure la puresa cultural de la nació grega i va avalar la creació d'una «Tercera civilització grega».
- Monarquisme: Considera la institució de la monarquia un pilar de la unitat nacional.
- Anticomunisme: el metaxisme era molt hostil a les ideologies d'esquerra i comunistes.
- Antiparlamentarisme: denunciava la manera com funcionava l'antic sistema parlamentari, com a causa d'anarquia, divisió i decadència econòmica. Metaxàs va morir deixant un pla inacabat i inèdit (mai publicat) sobre una «nova constitució».[cal citació]
- Corporativisme: treballat amb força a través de grups empresarials i sindicats.
- Feixisme clerical: L'Església Ortodoxa Grega va ser un aspecte integral del règim metaxista.
- Proteccionisme: Es considerava que les polítiques liberals de mercat de l'antic estat havien fracassat.
- Antiimperialisme: S'oposava a la dominació i influència de Grècia per part de potències estrangeres.

## Història

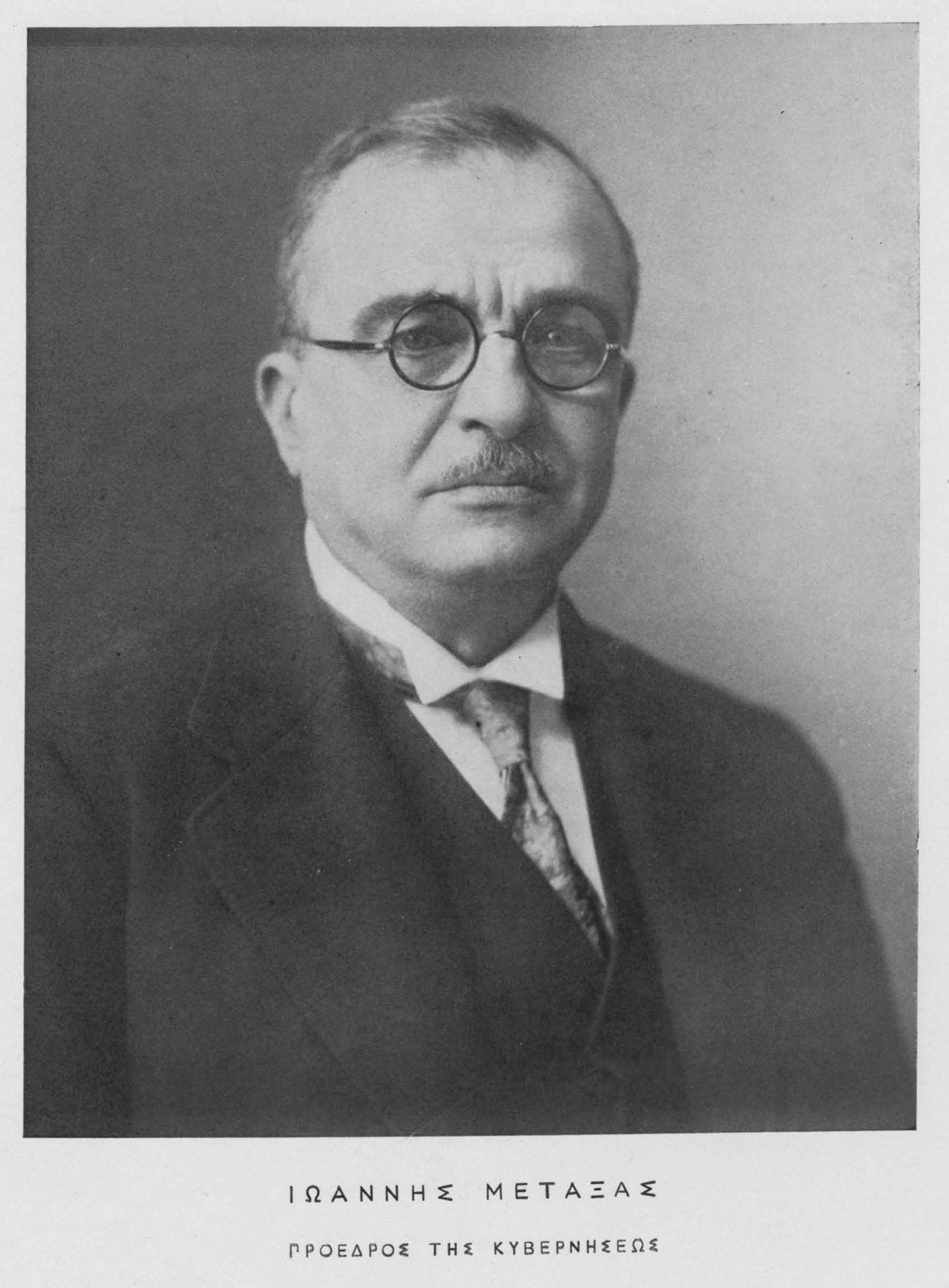
Ioannis Metaxàs

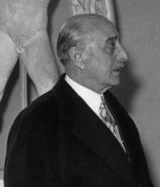
Alexandros Papagos, líder del Reagrupament Grec

La ideologia desenvolupada per Metaxàs va començar amb la resposta de Metaxàs a la revolució de 1922 que va establir un govern prorepublicà a Grècia. Metaxàs va formar el Partit dels Lliurepensadors, un partit monàrquic que originalment va donar suport a l'avenç de les llibertats civils, encara que això va canviar amb l'evolució de les opinions polítiques de Metaxàs. Metaxàs va donar suport a la contrarevolució fallida dels monàrquics contra el govern d'orientació republicana el 23 d'octubre de 1923, que va col·lapsar al cap d'una setmana, es va emetre una ordre de detenció per Metaxàs que va fugir de Grècia a l'exili a Noruega. El govern prorepublicà va aconseguir el seu objectiu l'any 1924 quan la monarquia grega va ser deposada i es va establir una república grega. El 1924, Metaxàs va canviar oficialment la seva posició de l'oposició a la república a l'acceptació de les seves institucions.
A les eleccions generals de 1926, el Partit dels Lliurepensadors de Metaxàs va guanyar 54 dels 250 escons al parlament grec, un fet que va fer que el partit esdevingués part del govern de coalició de Grècia i Metaxàs esdevingués ministre de Comunicacions. No obstant això, el suport públic al Partit dels Lliurespensadors es va esfondrar a les eleccions de 1928 i gairebé va perdre tots els seus escons, inclòs el propi de Metaxàs.
A la dècada de 1930, Metaxàs va condemnar obertament el sistema parlamentari a Grècia. El 1935, el partit de Metaxàs es va unir a altres partits monàrquics en una coalició electoral coneguda com a Reialistes Units que va demanar la restauració de la monarquia, però el Partit dels Lliurepensadors només va obtenir set escons a les eleccions. No obstant això, l'any 1935 es va formar un govern monàrquic a Grècia que va restaurar del rei Jordi II de Grècia com a cap d'estat.
El rei Jordi II havia mantingut relacions estretes amb Metaxàs en el passat i va nomenar Metaxàs primer ministre de Grècia el maig de 1936. Quan es va convertir en primer ministre, Metaxàs va deixar clar el seu descontentament amb l'atzucac polític entre els blocs polítics enfrontats al parlament de Grècia i l'augment de l'agitació laboral que estava explotant el Partit Comunista de Grècia. Metaxàs va intentar aixafar ràpidament la dissidència, incloent-hi els disturbis laborals en forma de decrets que no requerien l'acceptació del parlament grec.
El 4 d'agost de 1936, Metaxàs va obtenir el suport del rei en un decret que dissolia el parlament. Va declarar la llei marcial, va suspendre els drets civils com la llibertat del subjecte i va mobilitzar els transports i els treballadors públics per donar-li suport. Metaxàs va justificar aquestes accions com a necessàries per evitar la revolució comunista. Es van fer nombroses detencions de líders d'esquerres i d'altres arran d'aquestes proclames. Metaxàs va abolir tots els partits polítics, inclòs el seu, governant com a independent oficial. Aquesta data es considera l'inici del domini totalitari de Metaxàs conegut com el Règim del 4 d'agost.
Metaxàs va ser anomenat pels seus partidaris com a Archigos (líder) i va prometre crear un «Nou Estat» a Grècia que demanava als grecs que es comprometessin totalment amb la nació amb autocontrol com havien fet els espartans. Els partidaris del règim del 4 d'agost van justificar la dictadura de Metaxàs sobre la base que la «Primera Civilització grega» implicava la dictadura atenesa de Pèricles que havia portat l'antiga Grècia a la grandesa.
Metaxàs va introduir una censura estricta de la premsa i va prohibir la literatura d'autors considerats tabú pel règim, incloent-hi la literatura de Karl Marx, Sigmund Freud, Lev Tolstoi, Fiódor Dostoievski i Immanuel Kant.
Metaxàs va buscar la creació d'una generació jove disciplinada com a crític per al futur de Grècia i per a l'enfortiment del seu règim i els seus principis que atrinxeren al món la Tercera Civilització grega. L'octubre de 1936 el règim va crear l'Organització Nacional de Joventut de Grècia (EON) que va obtenir 200.000 membres el 1938 i el 1939, quan la pertinença juvenil a l'EON es va fer obligatòria, va absorbir els Escoltes de Grècia. Els membres de l'EON van prestar un jurament de fidelitat als principis del 4 d'agost que inclouen: abraçar les institucions de la monarquia; suport de l'orgull nacional i la fe de la civilització grega; oposició al parlamentarisme i al comunisme; suport al desenvolupament de ciutadans igualitaris, no individualistes i virtuosos.
Malgrat els llaços del règim de Metaxàs amb la Itàlia feixista i l'Alemanya nazi va ser abocat a la Segona Guerra Mundial enfront de les potències de l'Eix després de la invasió italiana de Grècia, Metaxàs va alinear el seu govern amb els aliats fins que Grècia va capitular i va cedir a l'ocupació per les potències de l'Eix després de la batalla de Grècia. Metaxàs va morir el 29 de gener de 1941, deixant un pla inacabat (mai publicat), sobre una «nova constitució» per a Grècia amb l'objectiu d'una nova forma de govern sense els desavantatges de l'antic sistema parlamentari.
En els afers religiosos, el règim seguia la tradició de l'estat controlant i utilitzant les institucions religioses i eclesiàstiques. El règim era tolerant cap a les minories religioses (principalment jueus i musulmans), que eren principalment conservadores i hostils cap al venezelisme. No era antisemita i prohibia les publicacions antisemites de certs diaris.

## Llegat
El control social establert per Metaxàs i les idees transmese a la joventut, especialment a través de l'Organització Nacional de la Joventut, va tenir una influència significativa en la societat grega i el sistema polític de postguerra. Alguns exemples són la censura, que va estar en ús fins a la Metapolítefsi, i els elements supervivents d'un estat policial. En la postguerra immediata el metaxisme va ser propugnat pel Partit del 4 d'agost. Les idees del Règim del 4 d'agost també van ser un motiu addicional per al grup d'oficials de l'exèrcit de dretes que van prendre el poder en un cop d'estat i van portar a la junta militar grega de 1967–1974. Avui l'únic partit del parlament grec que afirma seguir les idees de Metaxàs és l'extrema dreta Alba Daurada. Altres partits d'extrema dreta com la Unió Patriòtica Popular Grega que es va separar de l'Alba Daurada també afirmen seguir el metaxisme.